# 토마시 홀레시
토마시 홀레시(체코어: Tomáš Holeš, 1993년 3월 31일~)는 체코의 축구 선수이다. 1. 체스카 포트발로바 리가의 슬라비아 프라하와 체코 축구 국가대표팀에서 수비수로 활동하고 있다.

## 구단 경력

### 흐라데츠크랄로베
그는 18세의 나이로 FC 슬로반 리베레츠와의 체코 1부 리그 경기에서 프로 데뷔를 했으며, 2016-17 시즌 동안에는 FC 흐라데츠크랄로베의 주장을 맡았다.

## 국가대표팀 경력
체코 U-21 대표팀에서 뛰었던 그는 2020년 9월 7일에 스코틀랜드와의 UEFA 네이션스리그 경기에서 A대표팀에 데뷔하여 90분을 뛰었다.
2021년 5월 25일, UEFA 유로 2020 토너먼트의 최종 26인 명단에 포함되었다. 2021년 6월 27일, 네덜란드를 상대로 68분에 첫 득점을 기록한 80분에 도움을 기록하며 팀의 2-1 승리에 기여했다.